# Apache James
James (Initialwort für „Java Apache Mail Enterprise Server“) ist ein freier Mailserver, der von der Apache Software Foundation als eines ihrer Hauptprojekte entwickelt wird.
Das besondere an der Software-Architektur des Servers ist die Implementierung sogenannter Mailets. Ähnlich Servlets sind Mailets kleine, austauschbare Programmteile, die verschiedene Dienste anbieten können. Auf diese Weise kann beispielsweise Benutzern ermöglicht werden, James durch E-Mails zu steuern.

## Unterstützte Protokolle
James unterstützt die Protokolle SMTP, LMTP, POP3, IMAP, NNTP, Sieve und das JSON Meta Application Protocol JMAP.
Zur Administration kann neben dem Terminal auch JME verwendet werden.

## Versionen
Am 15. Februar 2006 wurde Version 2.3.0a1 veröffentlicht, die neben einigen Patches unter anderem auch Unterstützung für SMTP Pipelining enthielt, noch im selben Jahr erschien am 23. Oktober 2006 Version 2.3.1. James 2 baute auf das Apache Avalon Framework und Phoenix Container auf, diese Projekte wurde aber geschlossen, weshalb alles für James 3 neu programmiert werden musste.
Am 1. November 2010 wurde der erste Milestone für die Version 3 erreicht. Im Juli 2017 wurde Version 3.0.0 veröffentlicht, die erstmals Sieve und JMAP unterstützte.